# Carduus tenuiflorus
Carduus tenuiflorus — вид двудольных растений рода Чертополох (Carduus) семейства Астровые (Asteraceae). Растение впервые описано ботаником Уильямом Кёртисом в 1789 году.

## Ботаническое описание
Однолетнее или двулетнее травянистое растение высотой до 20-120 (иногда до 200) см. Сине-зеленые стебли прямостоячие, слабо разделены на выступающие из центра ветви, сильно ширококрылые и обычно редко колючекрылые. Листья широкояйцевидные в очертании, тёмно-зелёные, сверху опушенные, снизу паутинисто-бело-войлочные. Перисто-лопастные, верхние листья мало отличаются по форме от нижних. Сегменты листа широкояйцевидные, угловатые, лопастные, с колючими кончиками и колючереснитчатые по краям.
Период цветения в северном полушарии — с апреля по август. Общее соцветие состоит из пяти-двадцати сгруппированных цветочных корзинок диаметром от 6 до 10 мм. Прицветники яйцевидно-ланцетные, по краю широко сухие, со срединной жилкой, которая исчезает перед верхушкой и заканчивается травянистым корешком. Внутренние прицветники полностью перепончатые, без корешков, длиннее цветков. Венчики розового цвета. Доли венчика примерно в 1,5 раза длиннее расширенной части трубки венчика.
Кожисто-коричневая, 4-5 мм длиной и 10-13-гранная семянка заострена с обеих сторон, а щетинки паппуса имеют длину 10-15 мм.
Число хромосом 2n = 54.

## Распространение и экология
Родина вида — Южная и Западная Европа. Оттуда он распространился в Центральную Европу, Северную и Южную Америку, Южную Африку, северную Индию (Кашмир) и Австралию в качестве неофита.
Произрастает преимущественно на нарушенных участках, на сухих, богатых азотом почвах по обочинам дорог и на пастбищах. Встречается в растительных сообществах ассоциации Sisymbrion.

## Таксономия
Впервые вид Carduus tenuiflorus был научно описан в 1789 году Уильямом Кёртисом во Flora Londinensis, 2 (6, 61), лист 55.